# Sloup (okres Blansko)
Městys Sloup (v horském nářečí Slóp, německy Slaup) se nachází v okrese Blansko v Jihomoravském kraji zhruba 9 km severovýchodně od Blanska na okraji chráněné krajinné oblasti Moravský kras. Žije zde 991 obyvatel. Dominantou Sloupu jsou Sloupsko-Šošůvské jeskyně s turisticky vyhledávanou Eliščinou jeskyní. Sloup je také významným poutním místem. Na Wanklově náměstí se nachází poutníky vyhledávaný barokní kostel Panny Marie Bolestné.

## Název
Jméno vesnice je buď totožné s obecným slúp (motivací pojmenování mohl být nedaleký skalní masiv Hřebenáč sloupcovitého tvaru) nebo obecným slup - "past na chytání ryb". Druhá možnost je pravděpodobnější.

## Historie
První písemná zmínka o obci pochází z roku 1373, kdy jeho část držel Sulík z Konice, pozdější olomoucký purkrabí. Kosterní nálezy v jeskyni Kůlna svědčí o osídlení již v době neandrtálského člověka. Část vsi patrně náležela k otaslavickému panství, protože ji po smrti svého nevlastního bratra Jana Pušky z Kunštátu nejml. zdědila jeho nevlastní sestra Machna z Valdštejna. Ta roku 1463 pohání Půtu ze Sovince a Doubravice, který v té době vlastnil hrad Holštejn, že jí protiprávně drží vsi Sloup, Šošůvku, Gadišinu, Bohdalůvku, Svatoňůvku, Vaňkouš, Hartmanice a les Bič.
Po roce 1446 držel Sloup Půta z Doubravice a Holštejna. Koncem 15. století měl ve Sloupu majetek Jakub ze Šárova, který ho prodal i s mlýnem roku 1491 Ludmile z Kunštátu, jež byla manželkou Vratislava z Pernštejna. Ves se tak stala součástí plumlovského panství. V roce 1548 upsal Sloup spolu s několika dalšími obcemi Jan z Pernštejna své manželce Magdaleně Zekl z Ormozd. V roce 1587 koupil vesnice Sloup, Šošůvku a pustou ves Bohdalevsko Bernard z Drnovic na Rájci. Od této doby se stala obec součástí rájeckého panství. Po Janu Drnovském zdědila část panství včetně Sloupu v roce 1619 jeho sestra Kateřina, provdaná za Zdislava z Hejsenštejna. Posledním z rodu Drnovských byla Jana Drnovská, která zemřela ve Vídni v roce 1667.
V roce 1675 převzal rájecké panství Jan Kristian z Roggendorfu, syn Jany Drnovské. Po jeho smrti v roce 1701 zdědil panství jeho syn Karel Ludvík, který se oženil s Karolinou, dcerou Mikuláše Pálffyho. Hraběnka Karolina se ujala správy v roce 1741 a v letech 1751–1754 nechala ve Sloupě postavit chrám Panny Marie Sedmibolestné. Obec tehdy měla 131 obyvatel a 14 usedlostí včetně mlýna. V roce 1763 vykoupil rájecké panství Antonín Josef starohrabě ze Salm-Reifferscheidtu. V rukou tohoto rodu bylo panství až do roku 1945. První škola zde byla postavena roku 1760. Roku 1862 byl Sloup povýšen na městečko. V roce 2000 získala obec 1. místo v 6. ročníku soutěže o titul Vesnice roku. Dne 23. ledna 2007 byl obci vrácen status městyse.

## Pamětihodnosti
- Kostel Panny Marie Bolestné
- Jeskyně Kůlna, archeologické naleziště
- veřejnosti přístupné Sloupsko-šošůvské jeskyně
- Hřbitov rodu Salmů
- Fara

## Významné osobnosti
- Jan Nepomuk Soukop (1826–1892), moravský kněz, básník, folklorista, speleolog, skladatel textů duchovní hudby, národní buditel
- Jan Knies (1860–1937), český archeolog, geolog, paleontolog a krasolog
- Josef Trávníček (* 1921), český politik

## Fotogalerie

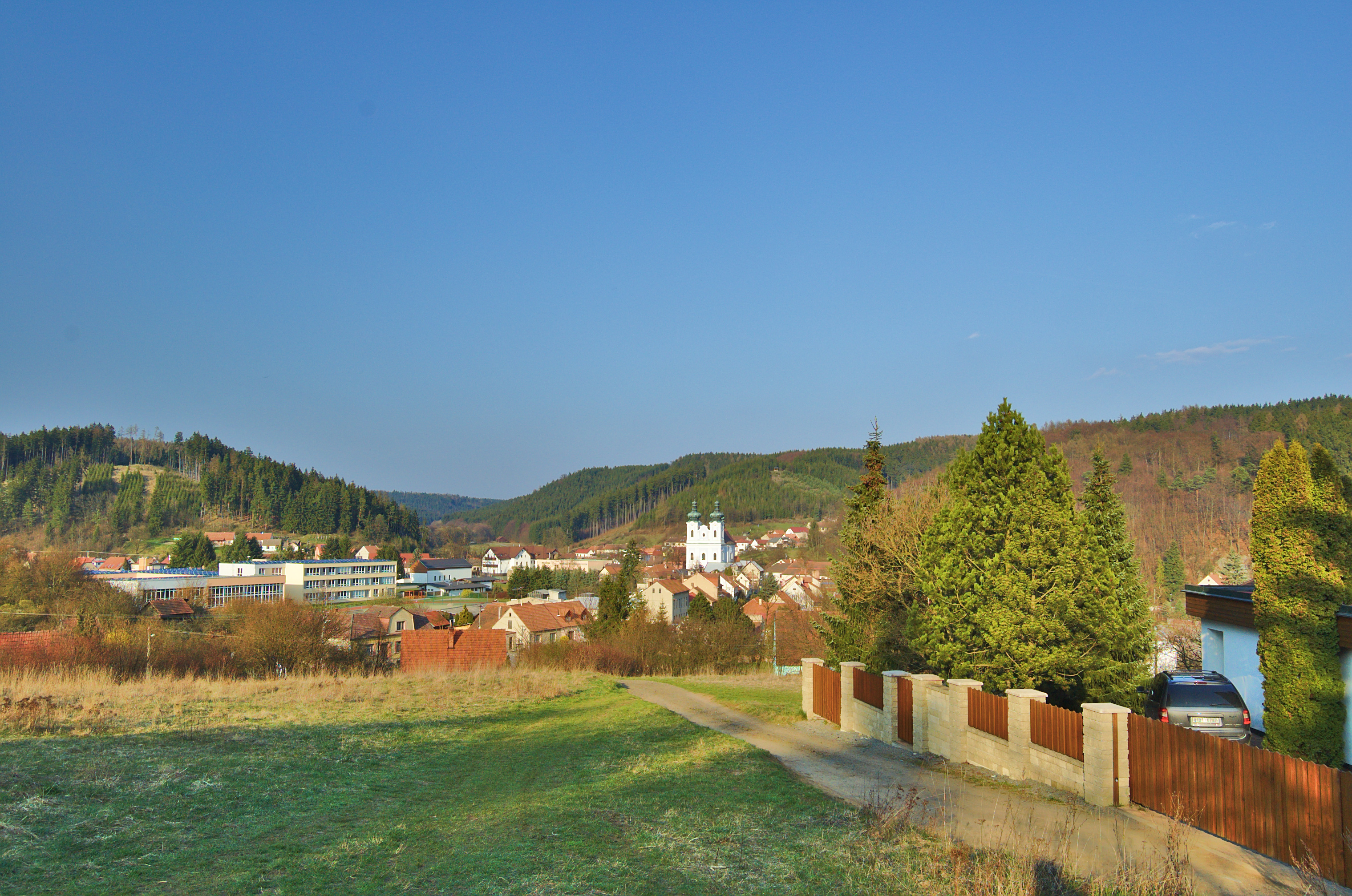
Pohled na obec od západu z modré turistické trasy
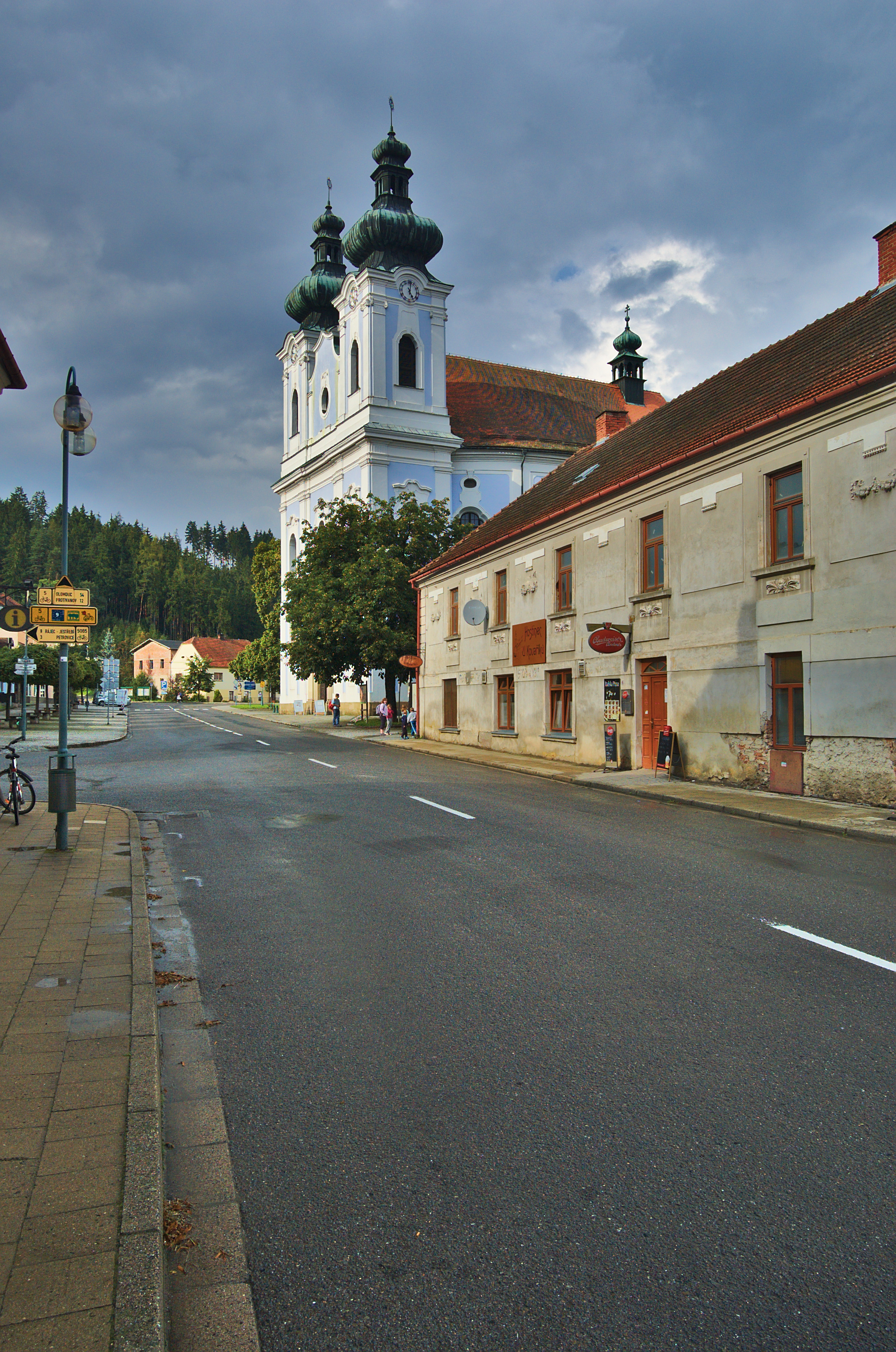
Kostel Panny Marie Bolestné
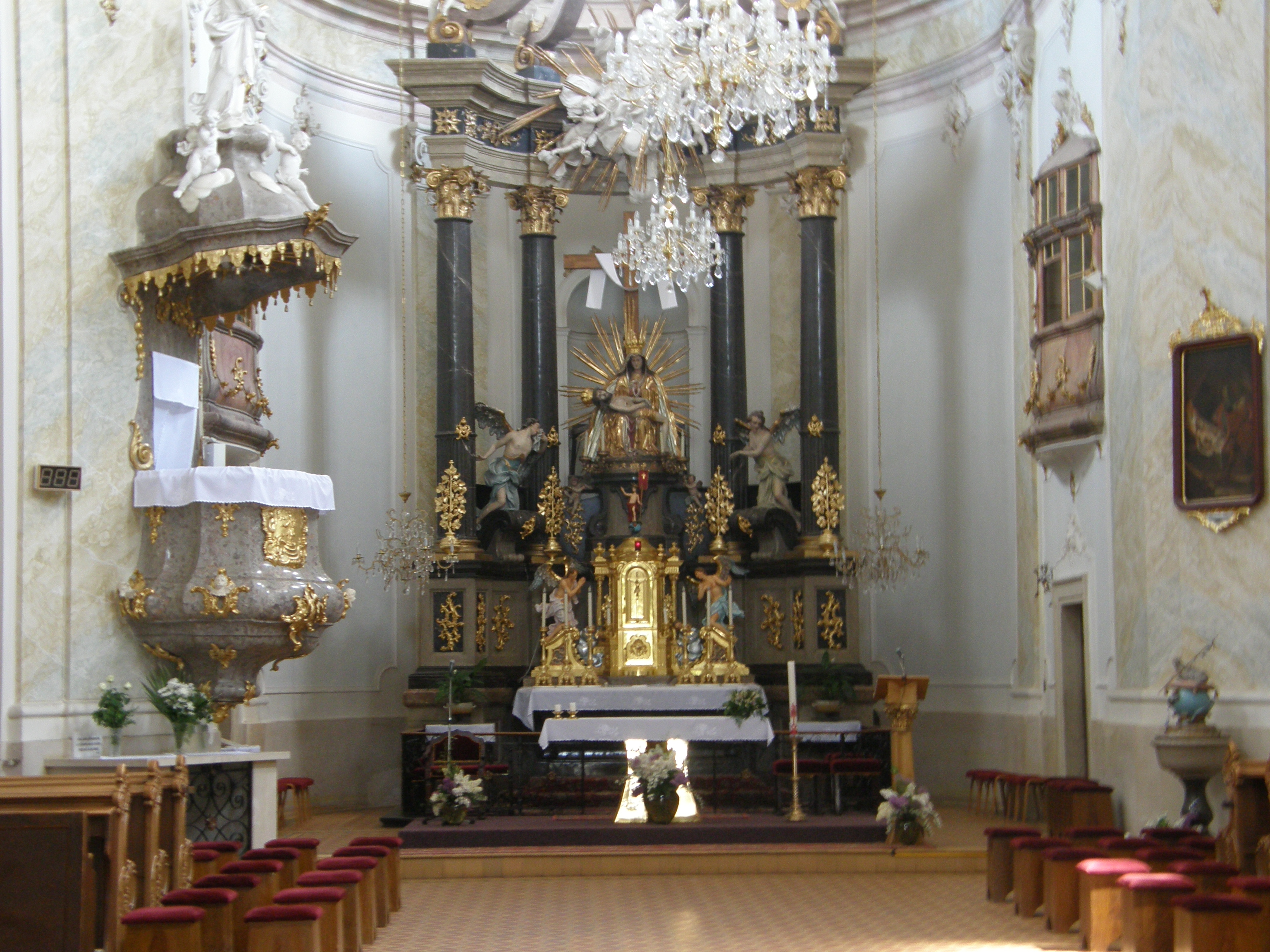
Interiér kostela Panny Marie Bolestné
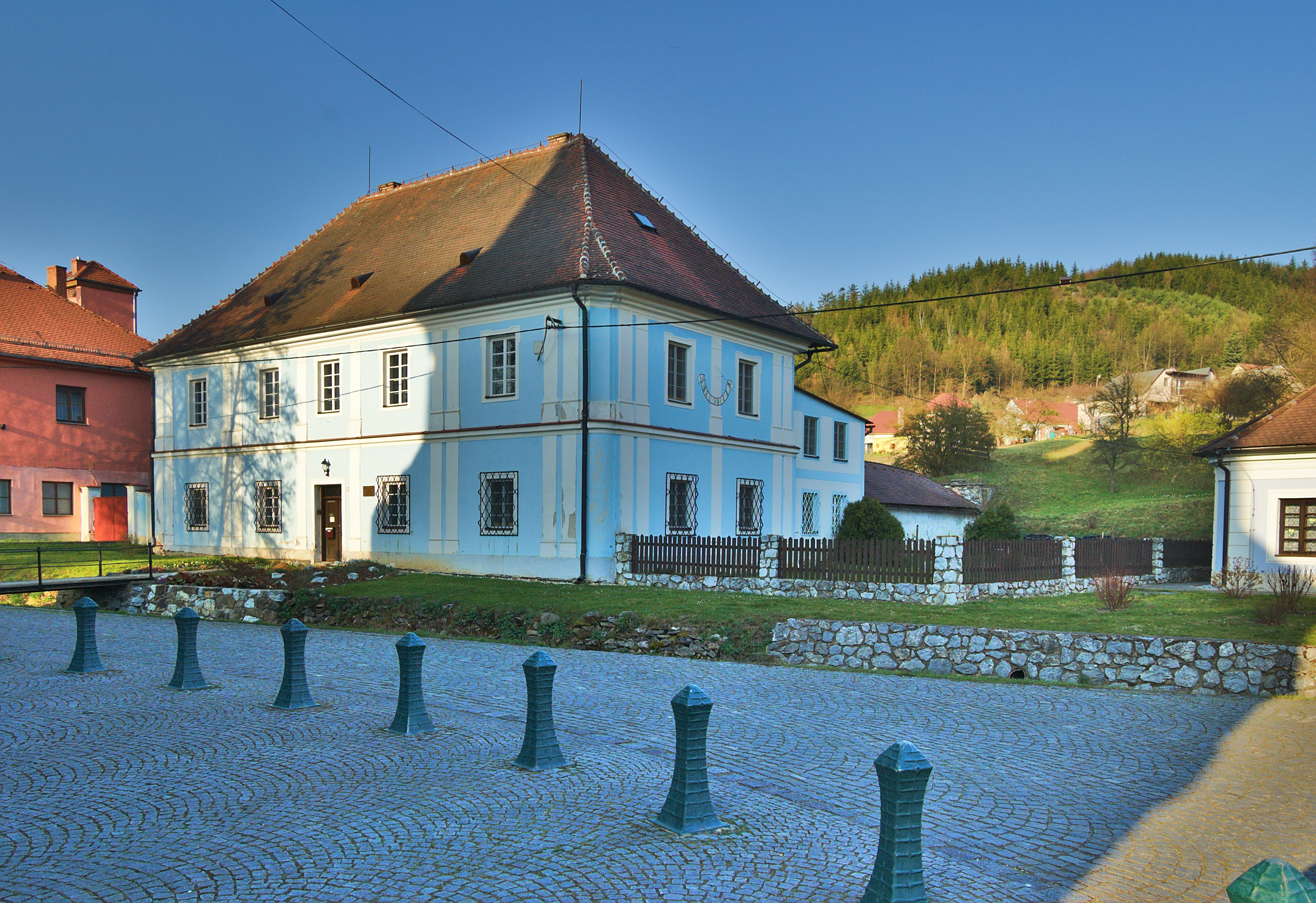
Fara
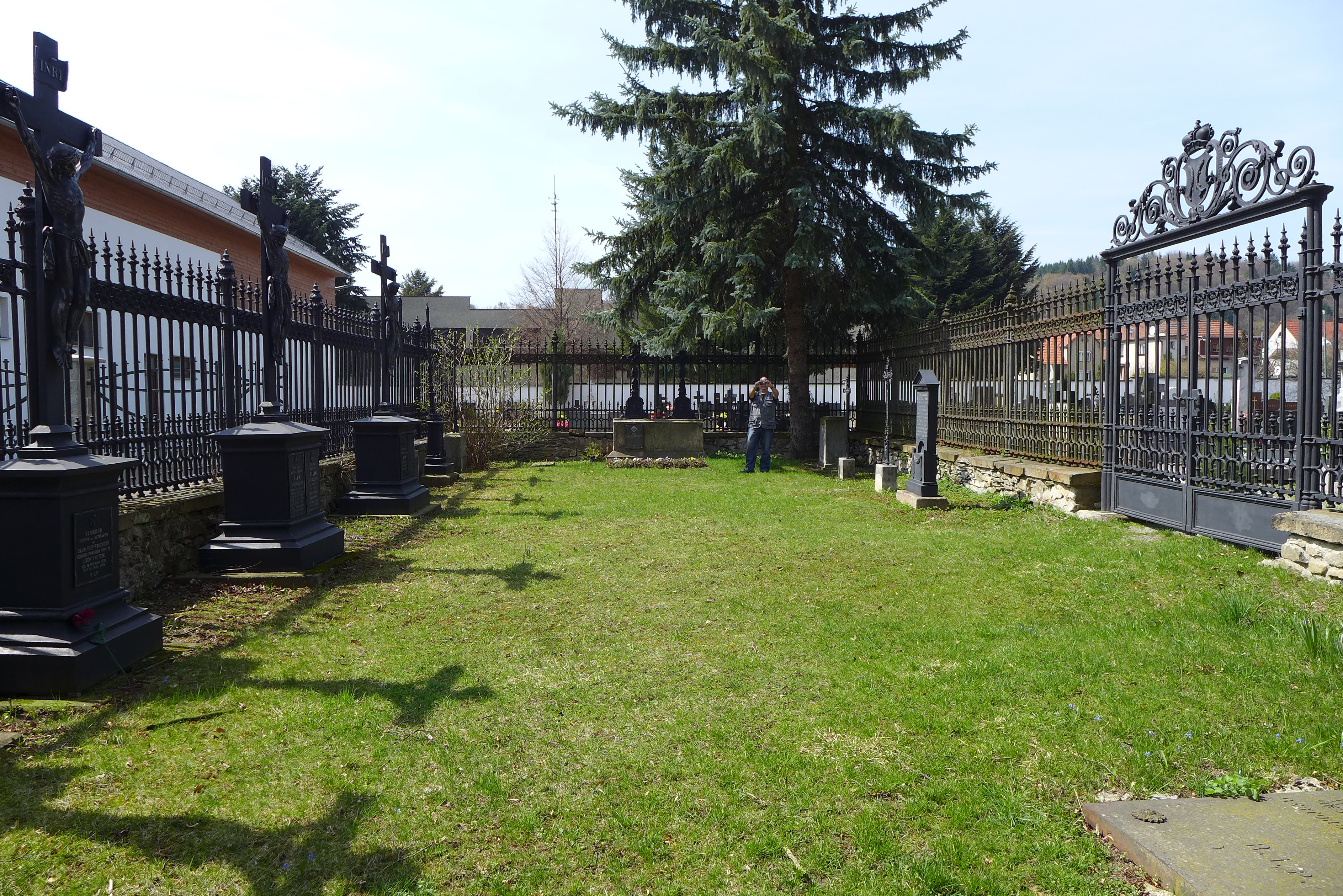
Hřbitov Salmů
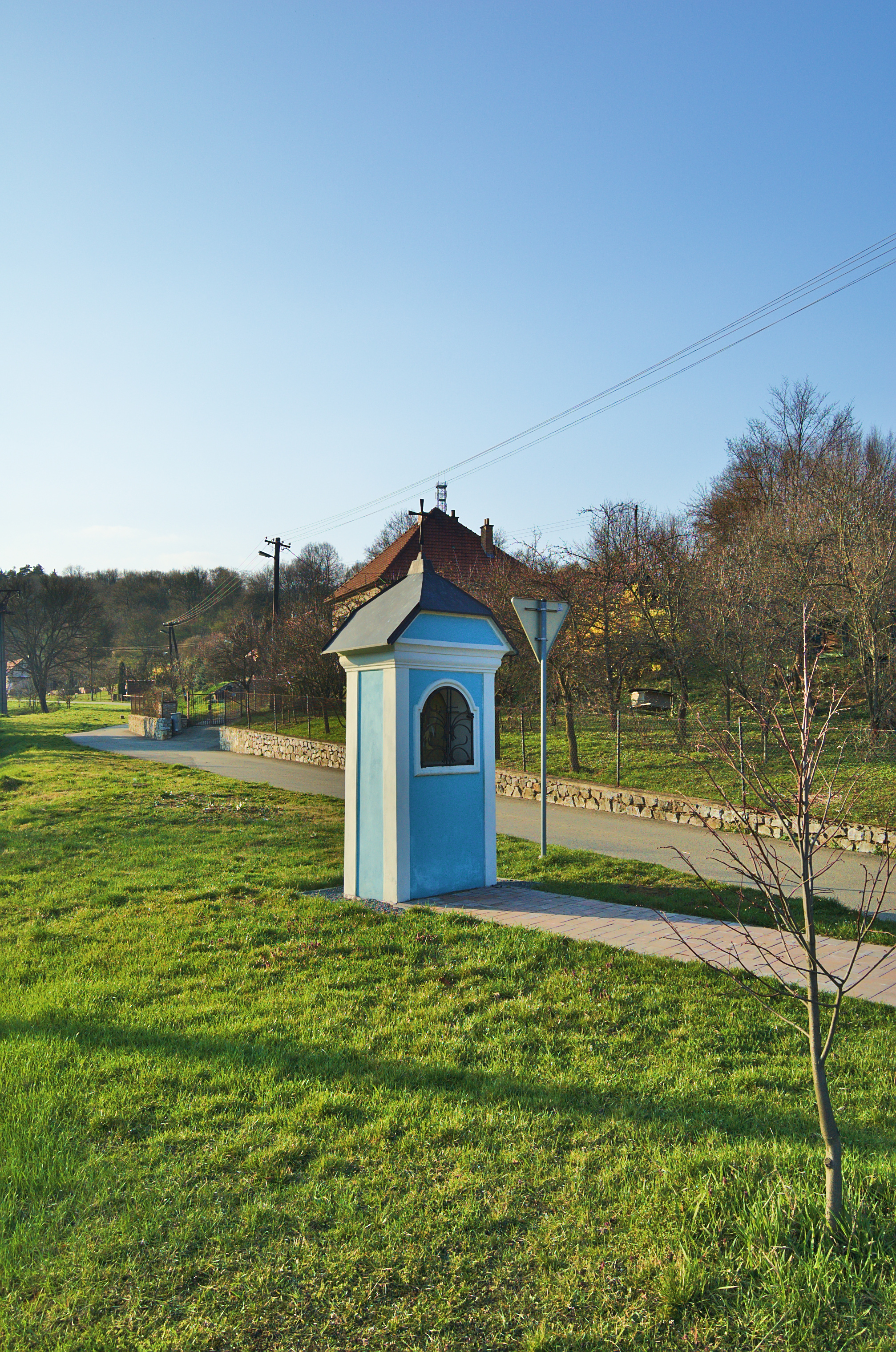
Boží muka u mostu přes Žďárský potok
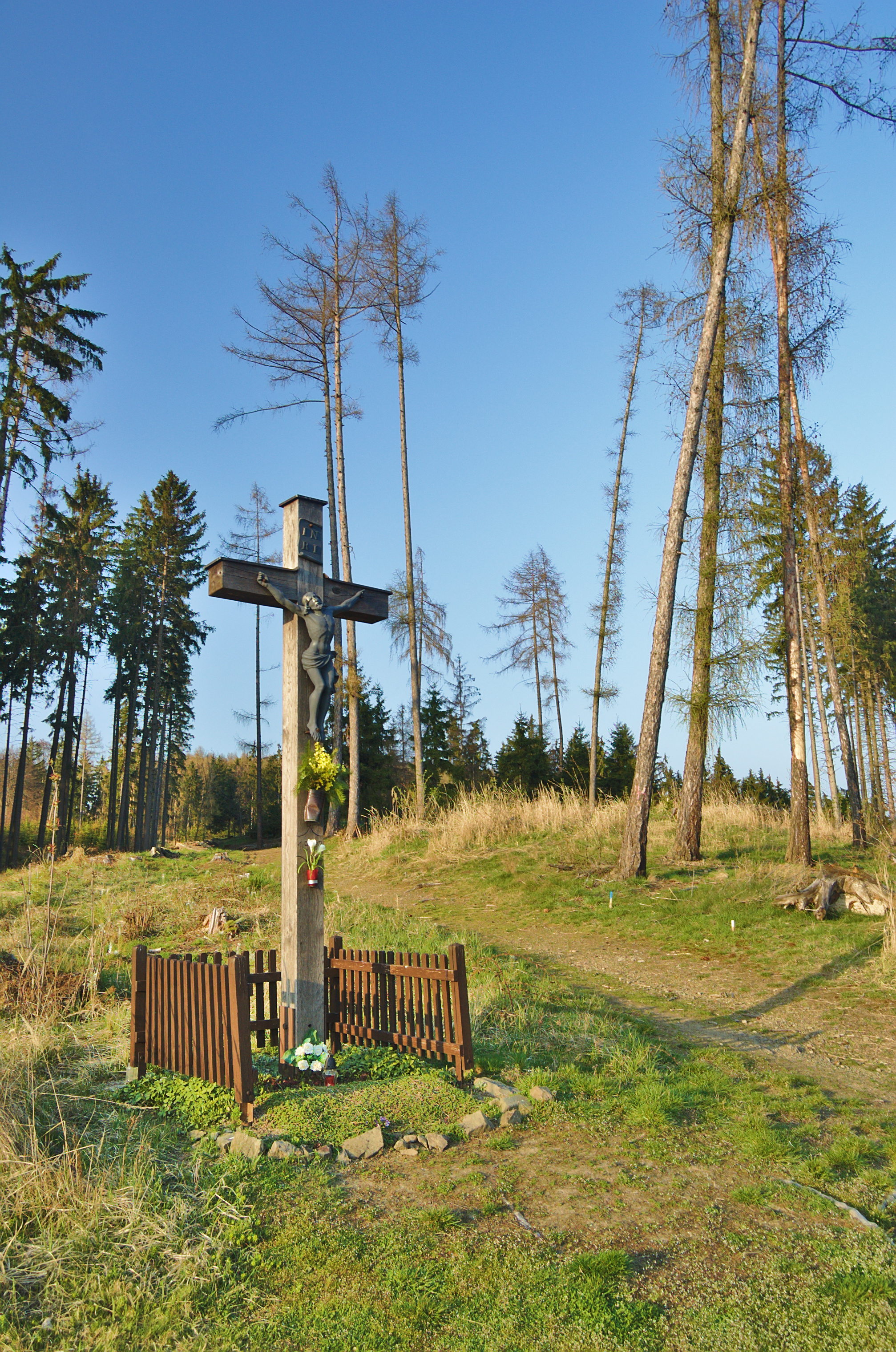
Kříž severně nad vesnicí u zelené turistické trasy do Žďárné
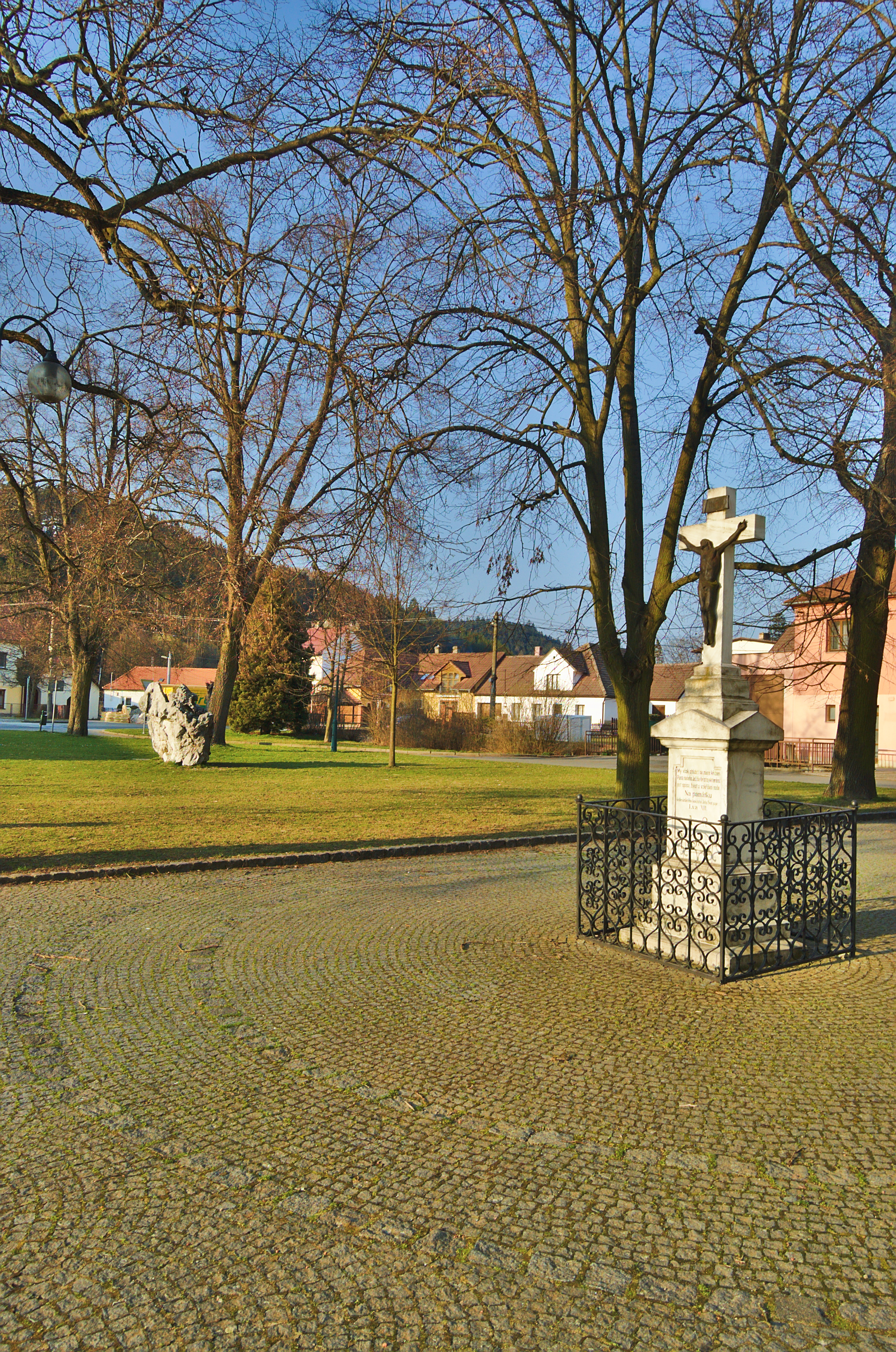
Kříž vedle kostela
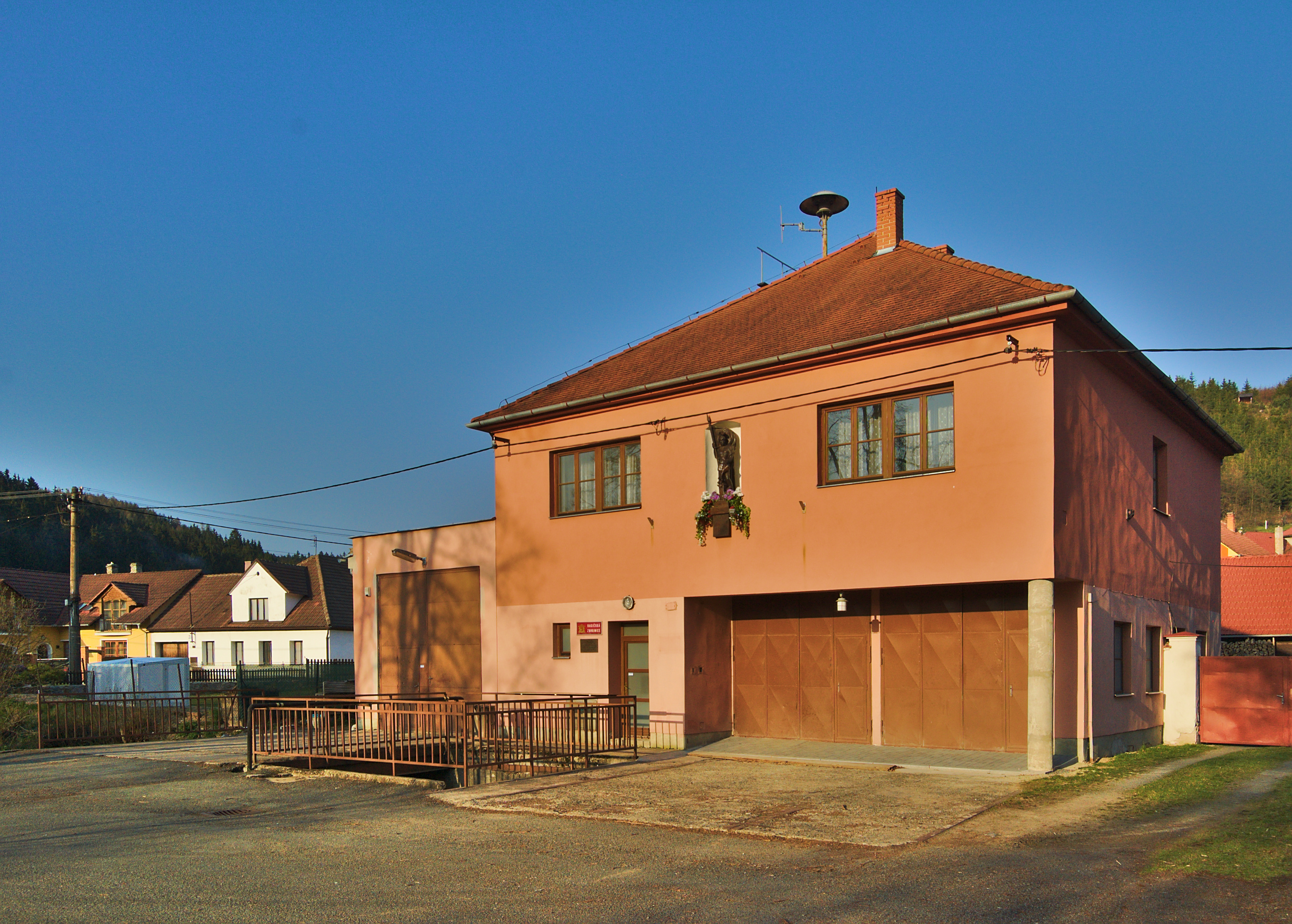
Hasičská zbrojnice
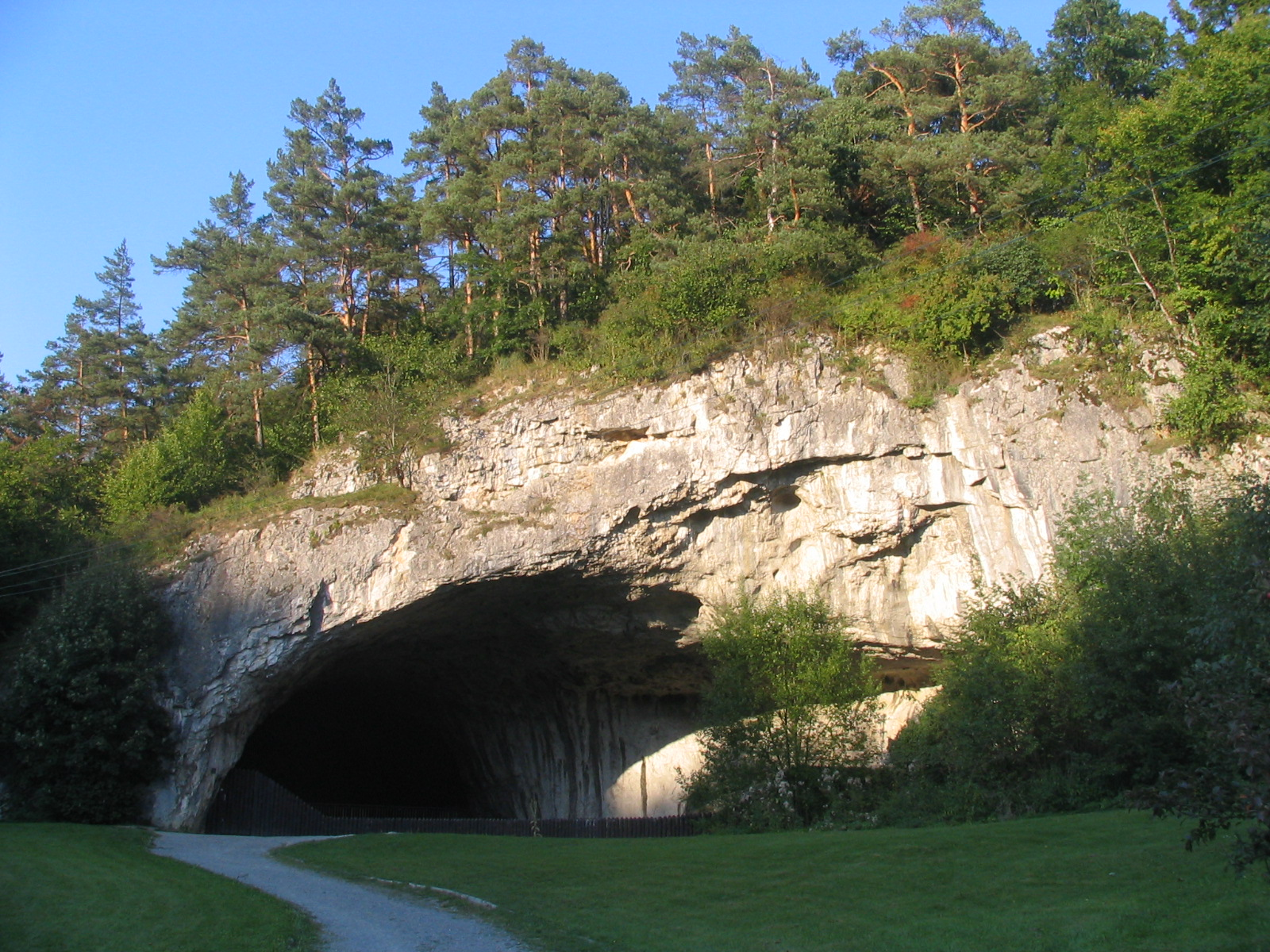
Jeskyně Kůlna
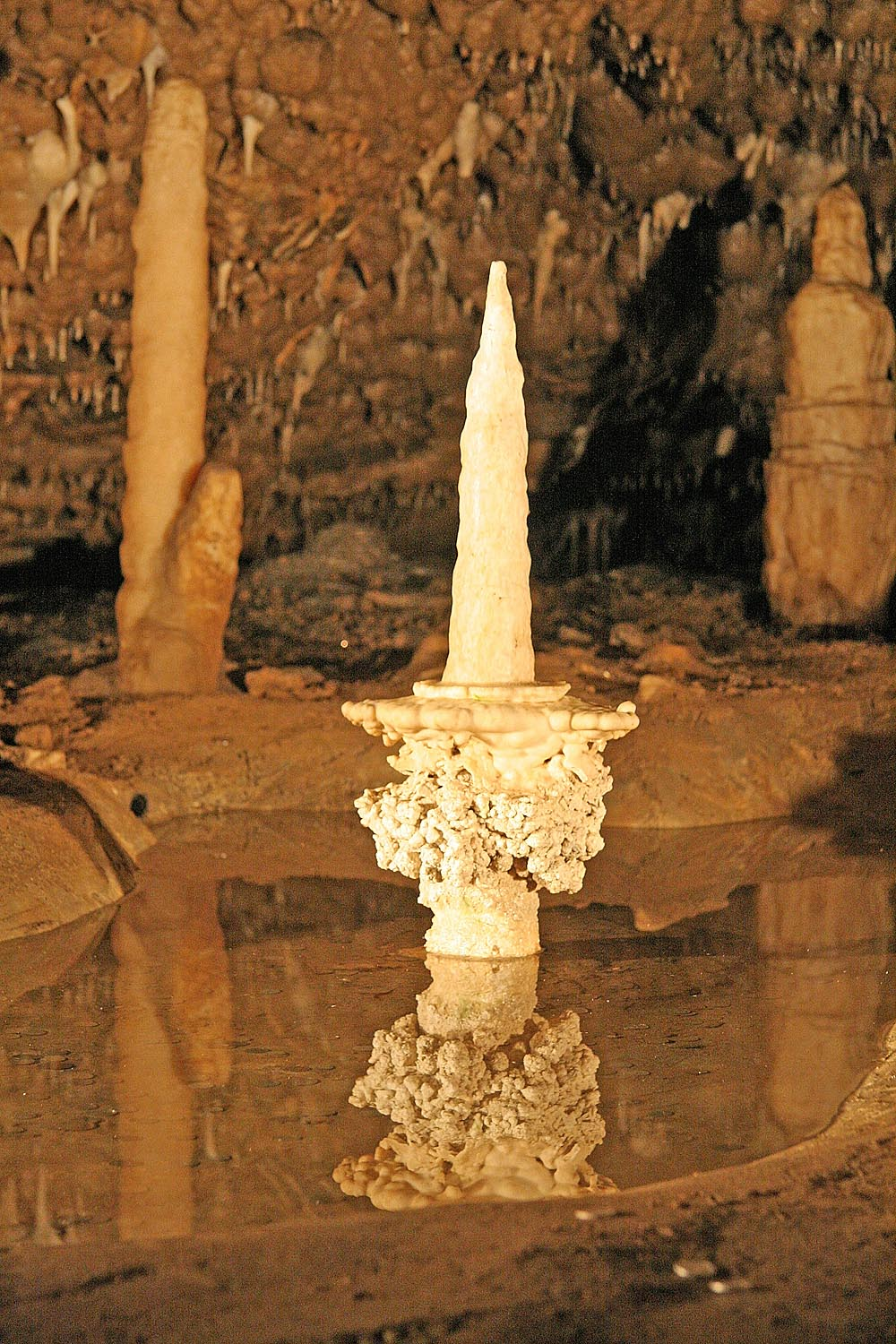
Sloupskosošůvské jeskyně
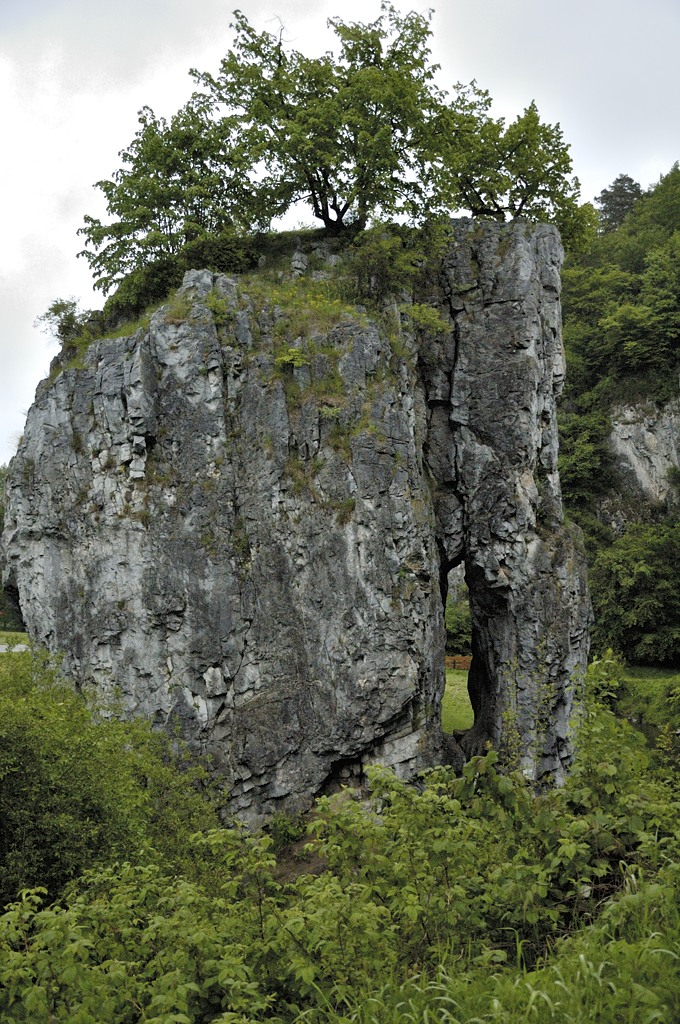
Hřebenáč